# Danehill
Danehill – wieś w Anglii, w hrabstwie East Sussex, w dystrykcie Wealden. Leży 54 km na południe od Londynu. W 2007 miejscowość liczyła 1927 mieszkańców.